# Jully
Jully es una localidad y comuna francesa situada en la región de Borgoña, departamento de Yonne, en el distrito de Avallon y cantón de Ancy-le-Franc.

## Demografía
| 554 | 551 | 487 | 493 | 540 | 516 | 515 | 557 | 560 | 540 | 498 | 476 | 484 | 423 | 413 | 376 | 397 | 350 | 339 | 334 | 332 | 319 | 311 | 292 | 241 | 282 | 240 | 198 | 179 | 171 | 137 | 142 | 136 |
| Para los censos de 1962 a 1999 la población legal corresponde a la población sin duplicidades (Fuente: INSEE [Consultar]) |     |     |     |     |     |     |     |     |     |     |     |     |     |     |     |     |     |     |     |     |     |     |     |     |     |     |     |     |     |     |     |     |